# Trachelopachys gracilis
Trachelopachys gracilis là một loài nhện trong họ Trachelidae.
Loài này thuộc chi Trachelopachys. Trachelopachys gracilis được Eugen von Keyserling miêu tả năm 1891.

## Hình ảnh

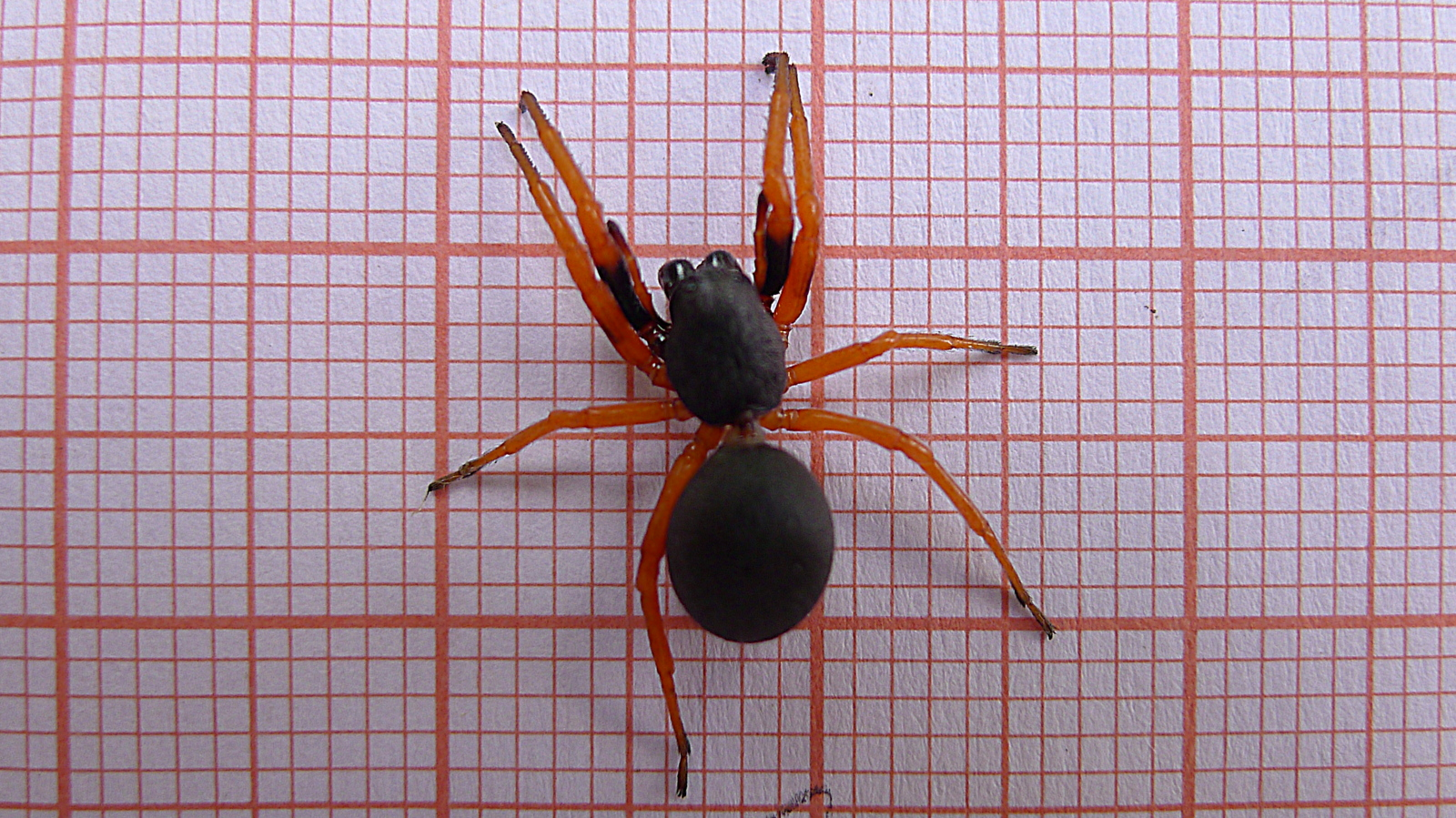
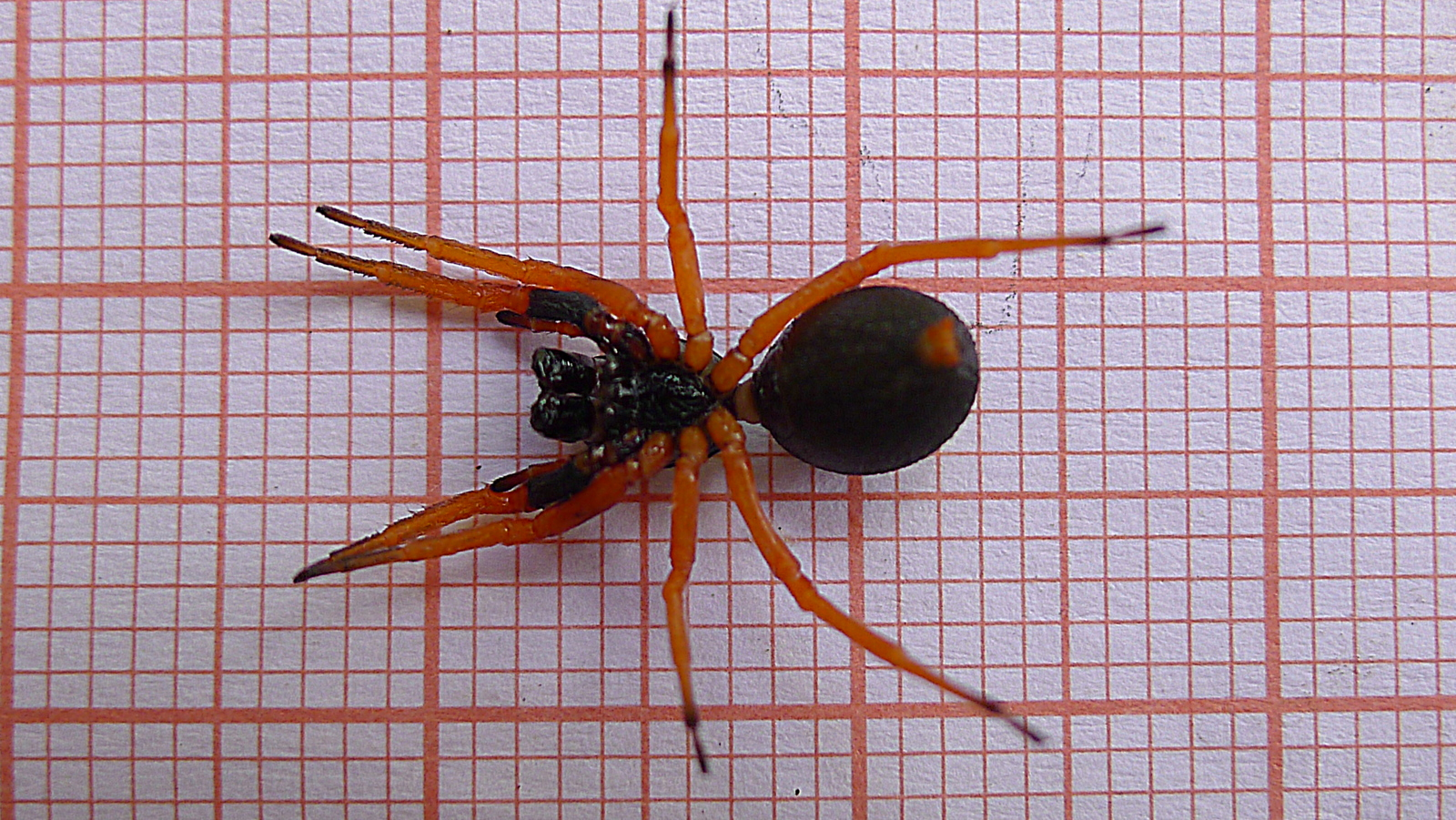